# Prednja goljenična arterija
Prednja goljenična arterija (lat. arteria tibialis anterior) je krvna žila u potkoljenici, grana zakoljene arterije (lat. arteria poplitea), koja krvlju opskrbljuje strukutre u prednjoj loži potkoljenice i na hrptu stopala. 
Zakoljena arterija se grana na svoje dvije završne grane prednju i stražnju goljeničnu arteriju (lat. arteria tibialis anterior). Prednja goljenična arterija silazi potkoljenicom s prednje strane međukoštane opne potkoljenice (lat. membrana interossea cruris) i na prednjoj strani gležanjskog zgloba nastavlja se u hrptnenu stopalnu arteriju (lat. arteria dorsalis pedis). U svom tijeku, prednja goljenična arterija, daje brojne ogranke za okolne mišiće i grane:
- lat. arteria recurrens tibialis posterior
- lat. arteria recurrens tibialis anterior
- lat. arteria malleolaris anterior lateralis
- lat. arteria malleolaris anterior medialis